# F. A. Neuman

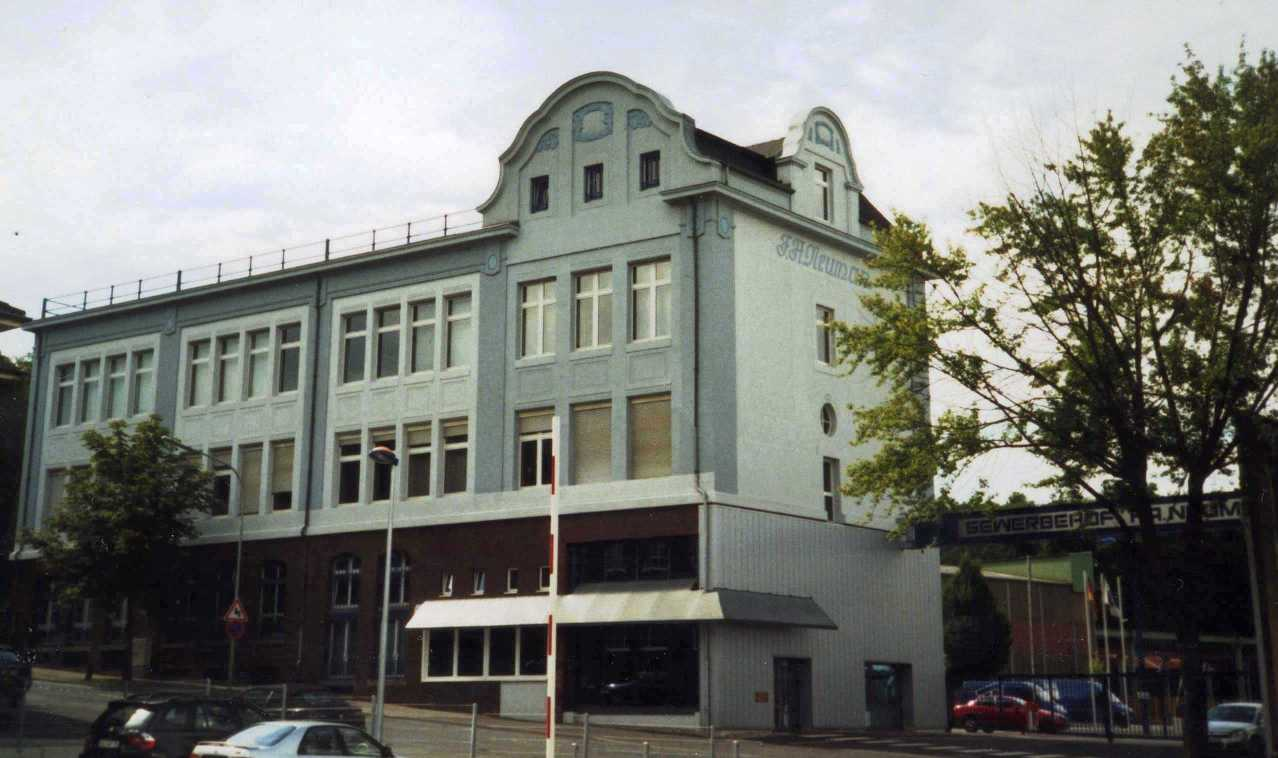
Bürogebäude des Unternehmens in Eschweiler, Stich 2

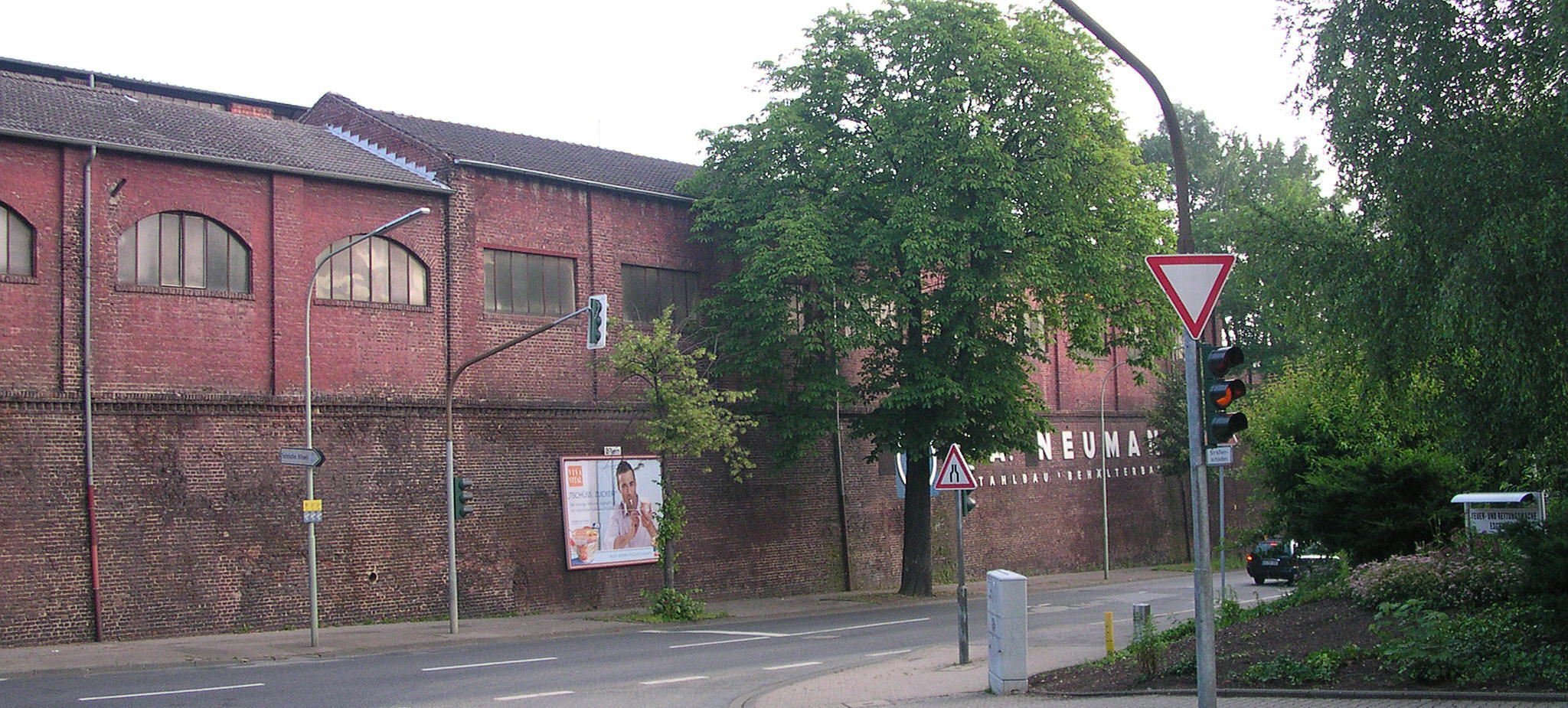
Fabrikgebäude des Unternehmens

Die F. A. Neuman GmbH & Co. KG, auch genannt Neuman-Group, ist eine Holdinggesellschaft für Stahl- und Anlagenbau-Unternehmen aus dem Raum Eschweiler im westlichen Nordrhein-Westfalen.

## Geschichte
Friedrich August Neuman (1805–1881) gründete am 1. Januar 1849 an der Kleinmarschierstraße in Aachen unter der Firma F. A. Neuman eine Kupferschmiedewerkstatt. 1871 wurde eine zweite Fertigungsstätte an der Turmstraße in Aachen errichtet.
Nach Friedrich Neumanns Tod übernahm sein Sohn Friedrich J. Neuman (1842–1911) das Unternehmen. Er kaufte das vormalige Betriebsgelände des 1876 nach Dortmund verlegten Unternehmens Hoesch & Söhne in Eschweiler-Stich und verlegte 1887 seinen Betrieb dorthin.

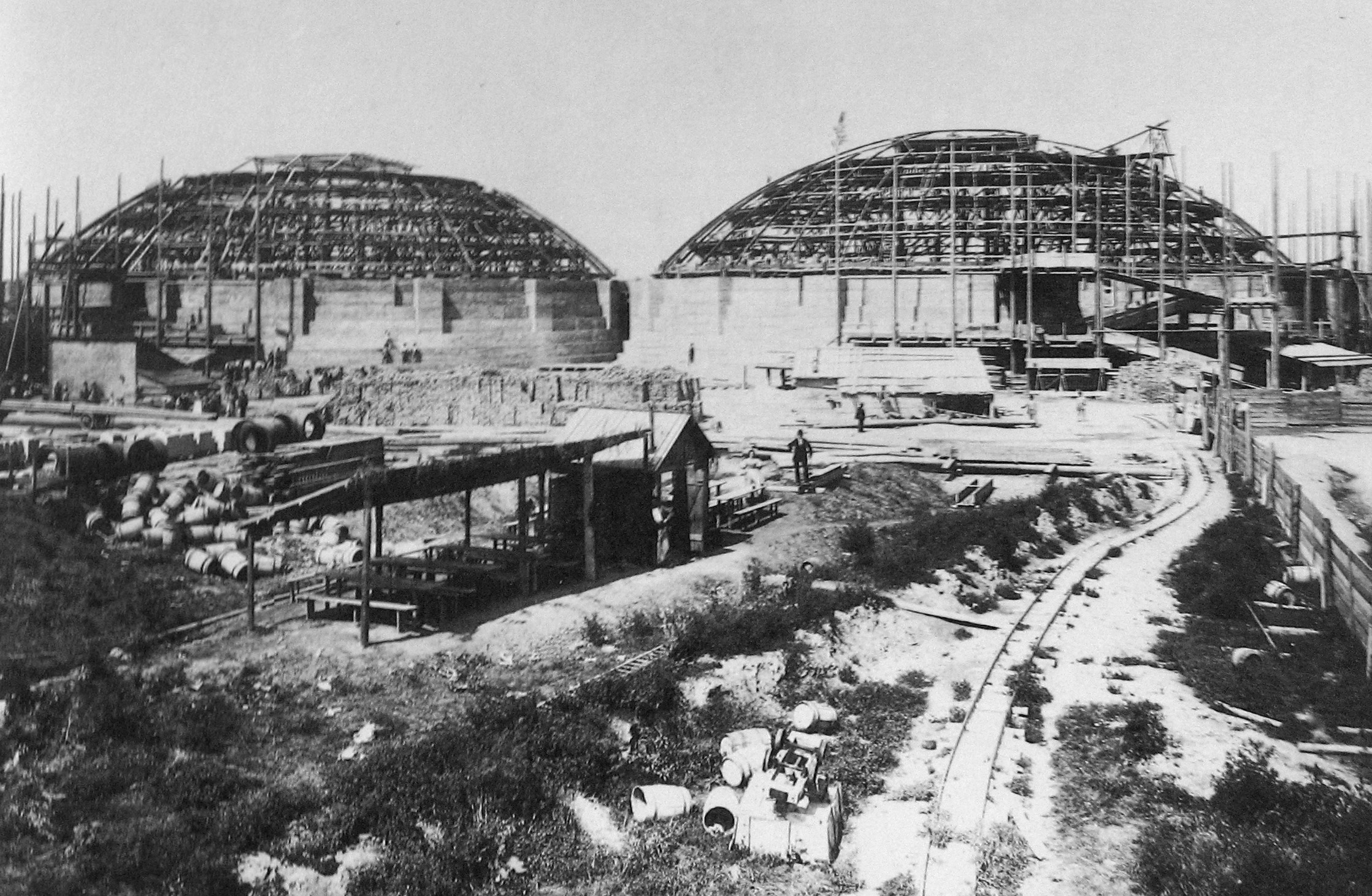
Bau der Gasbehälter in Wien, 1897

Von dort aus baute das Unternehmen Gasbehälter in vielen Großstädten weltweit, so auch die berühmten, 1898 und 1910 errichteten Gasometer von Wien und um 1909 den 200.000 m³ großen Gasometer Grasbrook in Hamburg, damals der größte Gasbehälter Europas. Auch im Stahlbau wurde das Unternehmen führend und errichtete 1899 eine stählerne Dachkonstruktion für das historische Aachener Rathaus.

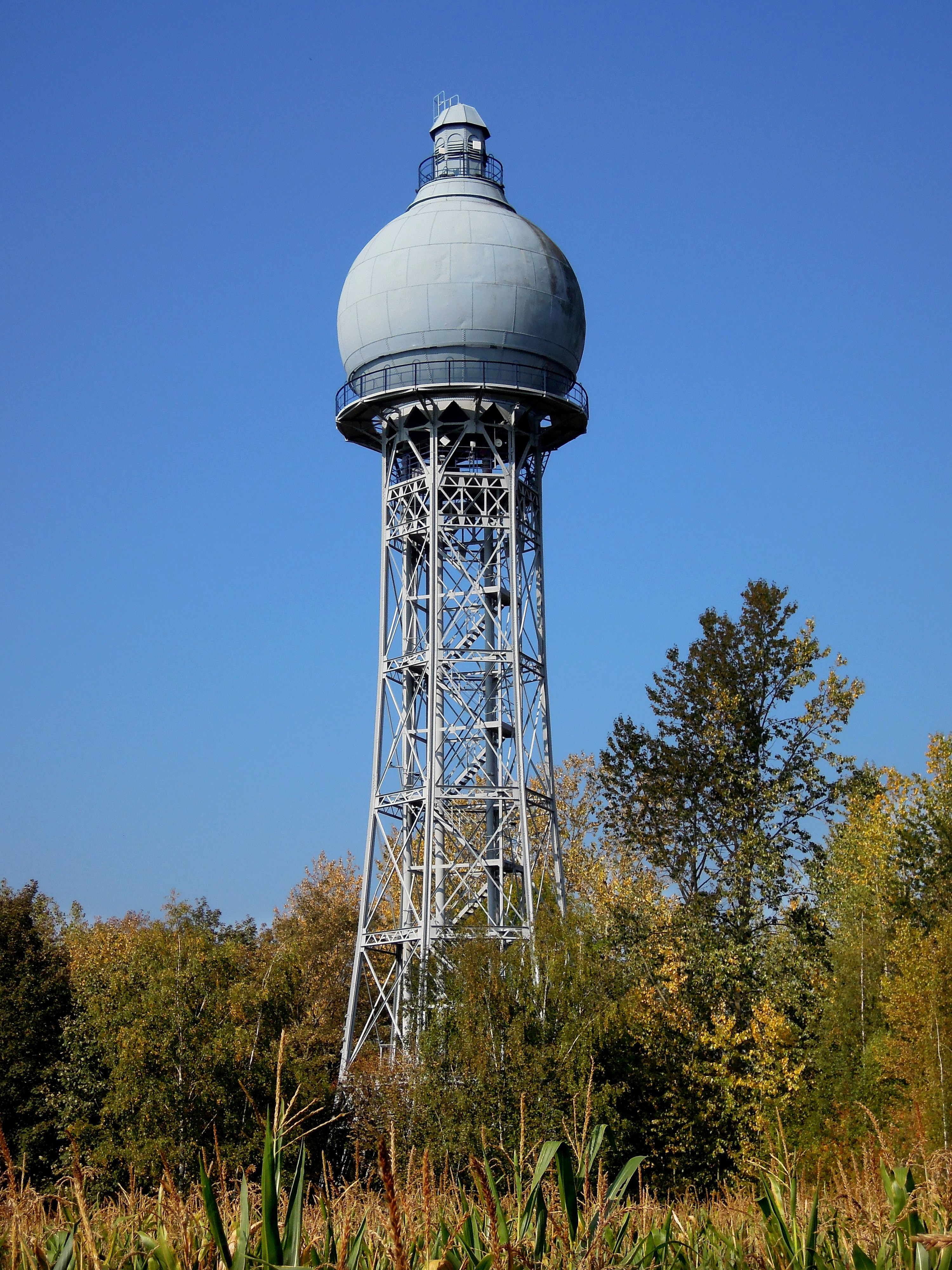
Wasserturm der Grube Carolus-Magnus in Übach-Palenberg, erbaut 1912

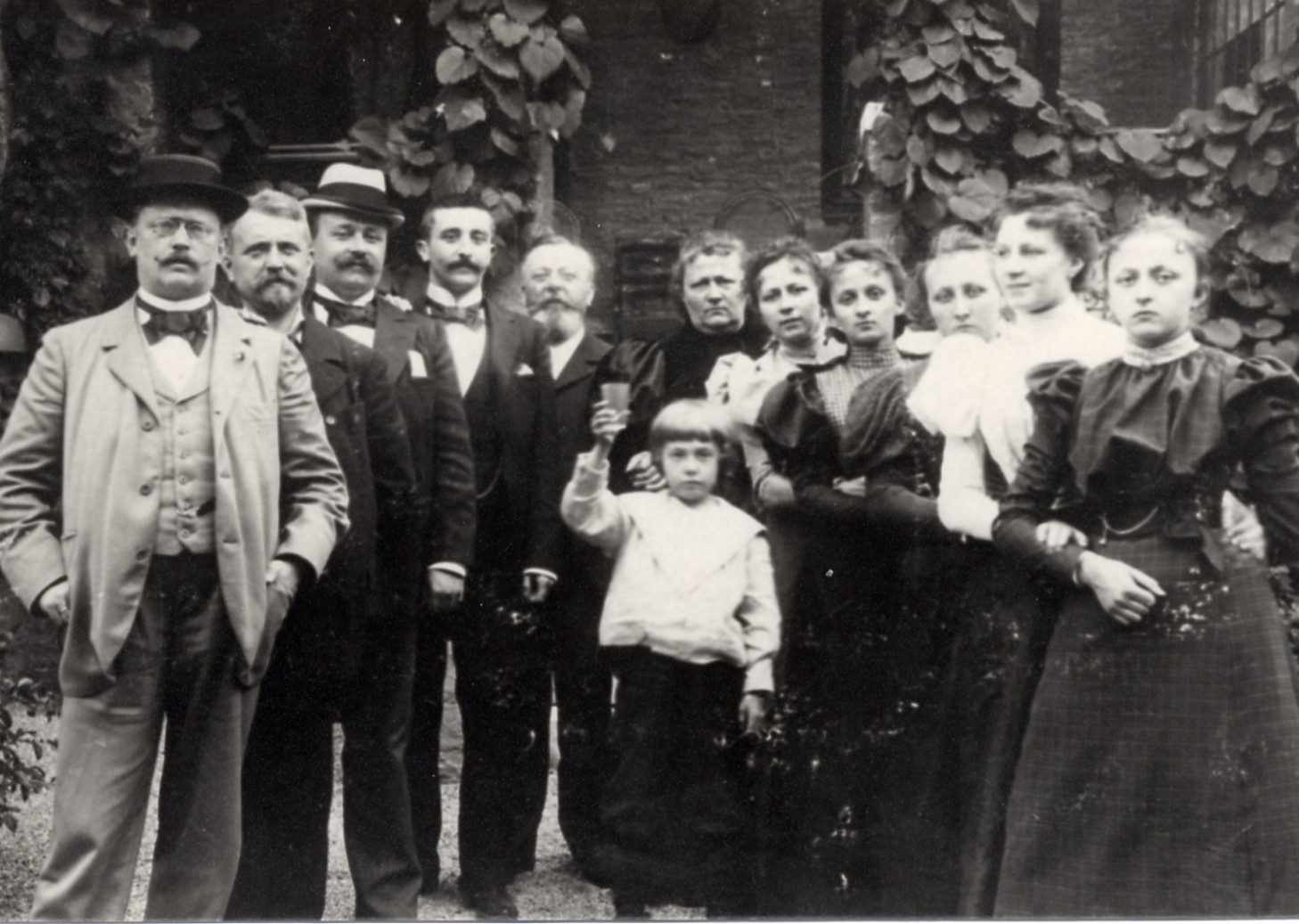
Familie Neuman beim 50. Firmenjubiläum, 1899

Mit der Übernahme von Patenten des Ingenieurs Otto Intze (Professor für Wasserbau an der RWTH Aachen) Ende des 19. Jahrhunderts wurde das Unternehmen zudem führend im Wasserhochbehälter-Bau. 1912 errichtete es den Wasserturm der Grube Carolus-Magnus in Übach-Palenberg, einen 500 m³ fassenden Kugelbehälter, der auf einem sechseckigen, als Raumfachwerk ausgebildeten Standgerüst steht.
Im selben Jahr hatte das Unternehmen rund 1.100 Mitarbeiter, davon 85 Ingenieure und Konstrukteure. Geschäftsführer waren seit 1911 die Enkel des Unternehmensgründers, Fritz Neuman (1868–1936) und Josef Hubert Neuman (1875–1944).

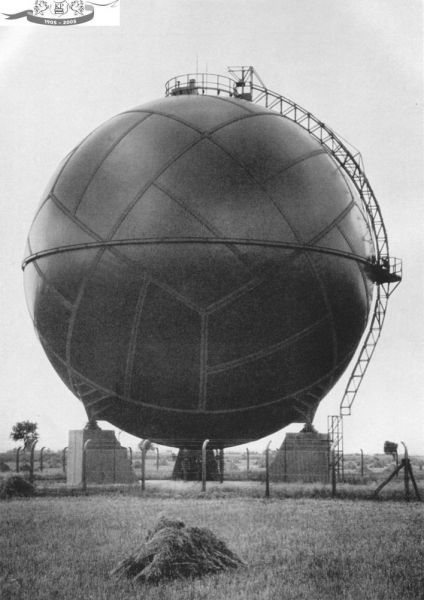
Kugelgasbehälter in Stettin, 1936

1936 errichtete das Unternehmen den größten Hochdruck-Kugelgasbehälter der Welt in Stettin.
1944 wurde das Unternehmen als „kriegswichtiger Betrieb“ nach Brackwede und später nach Schladen verlegt, nahm jedoch am 1. Juli 1945 die Produktion in Eschweiler wieder auf. Geschäftsführer war nun Friedrich August Neuman (1909–1998), der bereits 1935 in das Unternehmen eingetreten war.
Nach dem Krieg wurde anstelle des Vernietens das Verschweißen der Bleche eingeführt. 1968 übernahm Dr. Friedrich August Neuman junior (* 1938) die Geschäftsführung des nun 380 Mitarbeiter beschäftigenden Unternehmens. Gleichzeitig entstand in Wien der dritte der Gasbehälter, der mit einem Fassungsvermögen von 300.000 m³ bei 81,5 m Durchmesser und 85 m Höhe einen neuen Weltrekord aufstellte. Der Kundenstamm wurde zudem in die Chemieindustrie und die Raffinerien ausgeweitet. Lieferungen erfolgten nach Südamerika, Asien, Indien und in die Ukraine.
2001 wurde das Unternehmen als Holding F. A. Neuman GmbH & Co. KG umstrukturiert. Zu ihr gehörten neben der F.A.N Anlagentechnik GmbH in Eschweiler auch die Unternehmen ISM (Elektromotoren, Brandschutztore) und PFE (Pneumatische Fördersysteme für Asche, Staub, Granulate) mit Sitz in Eschweiler, ISM (Krananlagen, Hebetechnik, Verladetechnik) in Ludwigshafen und Julius Montz (Kolonneneinbauten, Apparatebau) in Hilden.
Ende 2008 trat Dr. Friedrich A. Neuman als letzter Geschäftsführer aus der Familie in den Ruhestand. Zum 1. August 2015 verkaufte die Holding alle Gesellschaftsanteile der F.A.N Anlagentechnik GmbH, die noch über 55 Mitarbeiter beschäftigte, an die Familie Breuer-Quast aus Inden. 2022 wurde die Breuer-Quast GmbH & Co. KG, Inden aufgelöst und gem. Beschluss des AG Aachen vom 1. Dezember 2022 das Insolvenzverfahren eröffnet. Die Holding F. A. Neuman GmbH & Co. KG besteht jedoch noch weiter.

## Politisches und soziales Engagement
- Johanna Neuman (1882–1955) gründete den Eschweiler Ortsausschuss des Deutschen Müttergenesungswerks. Nach ihr ist die Johanna-Neuman-Straße in Eschweiler benannt.
- Friedrich A. Neuman war 1970–1980 Präsident des Verbandes der Metall- und Elektroindustrie Nordrhein-Westfalen
- Die Hans-Albert-Neuman-Stiftung ist eine Stiftung für den studentischen Nachwuchs in den Fachrichtungen Architektur, Bauingenieurwesen und Stahlbau des 1986 verstorbenen Firmenmitinhabers Hans Albert Neuman. Sie wird vom Verein zur studentischen Nachwuchsförderung e. V. mit Sitz in Köln verwaltet und vergibt seit 1976 den Hans-Albert-Neuman-Preis.